# Kurbaan
Kurbaan (tj. "Poświęcony" (hindi: क़ुरबान, urdu: قربان)) – bollywoodzki thriller z 2008 roku wyreżyserowany przez debiutanta Ranzila Sivę, scenarzysty  (Rang De Basanti, Aks, Luck). W rolach głównych   Kareena Kapoor, Saif Ali Khan. W drugoplanowych  Vivek Oberoi, Om Puri, Dia Mirza, Kirron Kher, Kulbhushan Kharbanda. Zdjęcia Hemant Chaturvedi (Positive, Company). Muzyka   duet braci Salim-Suleiman (Krrish, Dhoom, Ab Tak Chhappan) 15 Park Avenue). Dialogi: Niranjan Iyengar (Kal Ho Naa Ho, Wake Up Sid, Fashion, Paap). Akcja filmu rozgrywa się w Nowym Jorku w środowisku muzułmańskich terrorystów.

## Fabuła
Avantika Ahuja (Kareena Kapoor), hinduska żyjąca w Ameryce gościnnie prowadzi cykl zajęć z psychologii w delhijskim college'u. Nowo zatrudniony wykładowca, Ehsaan Khan (Saif Ali Khan) wzbudziwszy antypatię podczas pierwszego spotkania z czasem oczarowuje Avantikę. Mimo wątpliwości ojca (Aakash Khurana) niezbyt zachwyconego zięciem – muzułmaninem zakochani decydują się na ślub. Ehsaan gotów jest nawet wyjechać za swoją żoną do Nowego Jorku. W Nowym Jorku cieszą się sobą szczęśliwi. Ehsaan zaczyna na uczelni wykładać wpływ islamu w nowoczesnym świecie Zachodu. Avantika zachodzi w ciążę. Jednak szczęście odwraca się od zakochanej pary w chwili, gdy Avantika próbuje wystąpić w obronie bitej żony muzułmanina z sąsiedztwa. Jej życiu zaczyna grozić niebezpieczeństwo, gdy wychodzi na jaw, że podsłuchała rozmowę na temat  planowanego wybuchu bomby w samolocie. Podczas tego wybuchu ginie narzeczona (Diya Mirza)  dziennikarza Riyaza Masooda (Vivek Oberoi). Zrozpaczony Riyaz na własną rękę szuka zemsty na terrorystach. W tym celu wykorzystując swoje muzułmańskie pochodzenie  próbuje pozyskać ich zaufanie.

## Piosenki śpiewają
1. Shukran Allah  (Sonu Nigam, Shreya Ghoshal)
2. Rasiya (Shruti Pathak)
3. Ali Maula (Salim Merchant)
4. Dua Hua  (Sukhwinder Singh, Kailash Kher, Marianne D'Cruz)